# Chieniodendron hainanense
Chieniodendron es un género monotípico de plantas fanerógamas, perteneciente a la familia de las anonáceas. Su única especie: Chieniodendron hainanense Tsiang & P.T.Li, es nativa de China.

## Descripción
Son árboles que alcanzan un tamaño de 16 metros de altura, de hoja perenne, con un diámetro de 50 cm. Pubescentes las ramillas, bractéolas, pedicelos, pétalos exteriores en ambas caras, pétalos internos en el exterior, y las frutas de color rojizo. Pecíolo de 4-5 mm, pubescente; la lámina oblonga a oblongo-lanceolada, de (4 -) 6-10 (-16) x (1.5-) 2-3.5 (-5) cm, finas como el papel, al secarse de color marrón o verde parduzco, glabra a excepción de las venas. Pétalos de color verde amarillento.

## Distribución y hábitat
Se encuentra en los densos bosques en los valles; a una altitud de 300-600 metros, en Guangxi y Hainan.

## Taxonomía
Chieniodendron hainanense fue descrita por Tsiang & P.T.Li y publicado en Acta Phytotaxonomica Sinica 9(4): 375–376, pl. 36, en el año 1964.
- Fissistigma hainanense Merrill, J. Arnold Arbor. 6: 131. 1925;
- Desmos hainanensis (Merrill) Merrill & Chun;
- Fissistigma maclurei Merrill (1923), not Merrill (1922);
- Meiogyne hainanensis (Merrill) Bân;
- Oncodostigma hainanense (Merrill) Tsiang & P. T. Li.[3]